# Jacques Esprit
Jacques Esprit (Béziers, 22 de octubre de 1611 - id 11 de junio de 1677) fue un moralista y hombre de letras francés, conocido por su obra La Fausseté des vertus humaines (La falsedad de las virtudes humanas).

## Trayectoria
Hijo de André Esprit, médico del rey, y de Judith Sanche, pertenecientes a dos familias francesas de estirpe judía, Jacques Esprit se unió en París con su hermano, que era sacerdote de la congregación del Oratorio, lugar donde estudió teología y letras, entre 1628 y 1634. 
Como hombre de mundo, Jacques Esprit frecuentó el salón de la marquesa de Sablé; entró al servicio de Anne Geneviève de Bourbon-Condé, duquesa de Longueville, y luego de François de La Rochefoucauld. todos ellos moralistas reputados.
Fue consejero de Estado y miembro de la Académie française en 1639.
La Fausseté des vertus humaines es su gran obra moral, que tuvo varias ediciones y se tradujo al inglés. En el siglo XX, fue recuperado al fin por Pascal Quignard.

## Publicaciones
- La Fausseté des vertus humaines (2 v. 1678 ; 1693 ; 1709).  (enlace roto disponible en Internet Archive; véase el historial, la primera versión y la última).. Reeditado por Pascal Quignard, La Fausseté des vertus humaines, précédée de Traité sur Esprit, París, Aubier,  1996.
- L'Art de connoistre les hommes (1702), ed abreviada de La Fausseté des vertus humaines.